# Gładzik introligatorski
Gładzik introligatorski – narzędzie intraligatorskie składające się z kształtki metalowej, zwykle mosiężnej osadzonej w drewnianej rączce.
Narzędzie to służy do gładzenia, polerowania skóry przed i po zdobieniu okładzin. Gładzenie wykonywane na gorąco nadaje skórze połysk, likwiduje drobne skazy w skórze i pomaga w wyrównywaniu powierzchni materiału pokryciowego.